# Bruce Jennings (Rennfahrer)

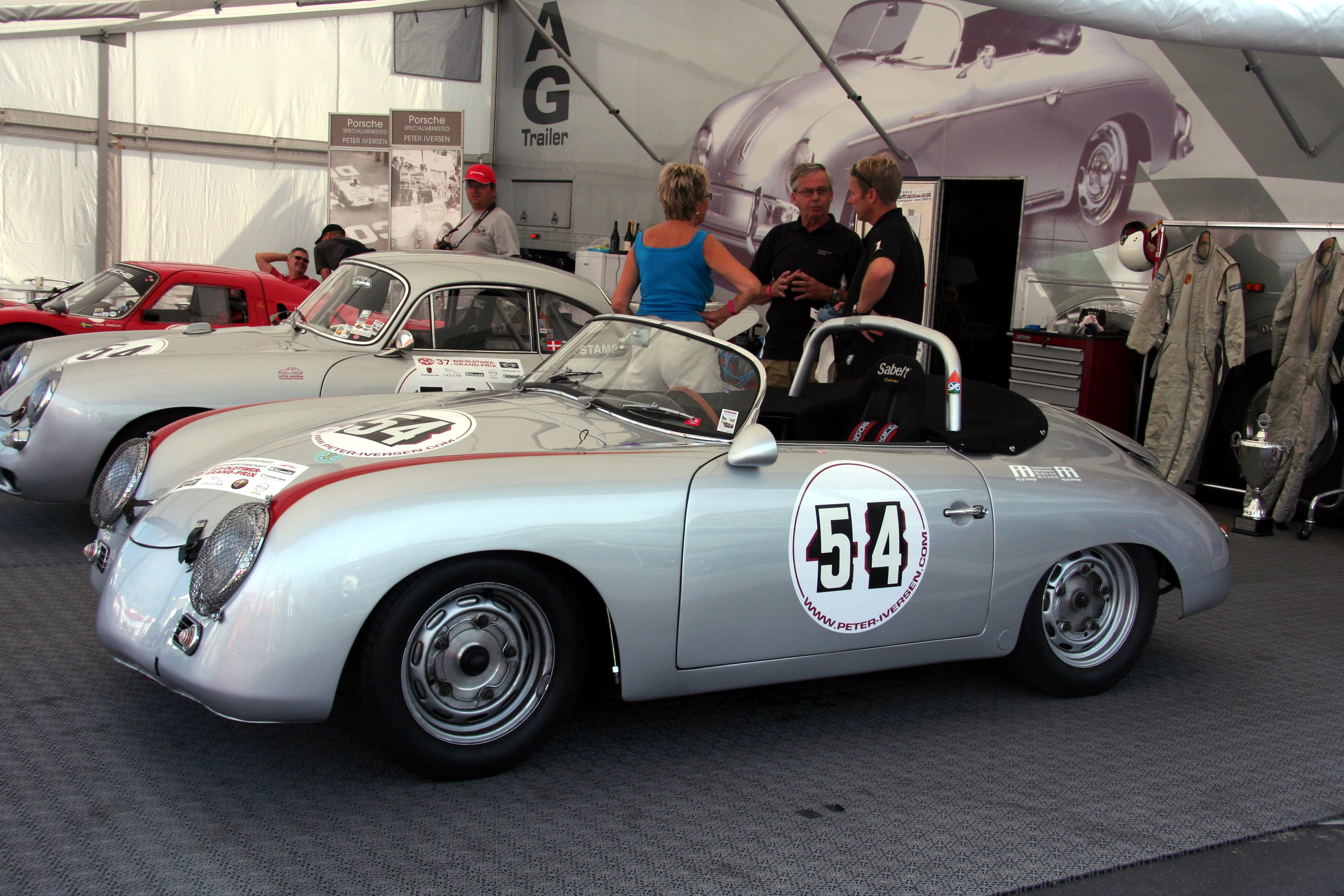
Porsche 356 Speedster, wie ihn Bruce Jennings fuhr

Bruce Richard Jennings (* 29. März 1926 in Baltimore; † 28. Januar 1997 in Parkton) war ein US-amerikanischer Autorennfahrer.

## Karriere als Rennfahrer
Bruce Jennings wuchs in Homeland, einem Stadtviertel von Baltimore, auf. Nachdem er die schulische Ausbildung an der örtlichen High School abgeschlossen hatte, diente er in den letzten Monaten des Zweiten Weltkriegs im United States Army Air Corps. Nach dem Ende des Krieges arbeitete er in der von seinem Vater 1922 gegründeten Versicherungsagentur.
Seine Fahrerkarriere begann im Mai 1957 und endete im März 1981 nach seinem letzten Start beim 12-Stunden-Rennen von Sebring. Dazwischen lagen 259 Sportwagenrennen, von denen er 208 beenden konnte. 33 Renn- und 39 Klassensiege machten ihn zu einem der erfolgreichsten US-amerikanischen Rennfahrer seiner Generation. Durch seine Erfolge in Porsche-356-Speedstern, von denen er vier Stück besaß, erhielt er den landesweit bekannten Spitznamen King Carrera. Legendär waren seine rot-weiß-lackierten Porsche-Modelle mit der Startnummer 77.
1961 und 1964 gewann er die Produktionswagen-Klasse der SCCA Sportscar Championship. 18-mal ging er beim 12-Stunden-Rennen von Sebring ins Rennen, wo seine beste Platzierung der dritte Gesamtrang beim Debüt 1962 war. Sein einziger Start beim 24-Stunden-Rennen von Le Mans endete 1967 mit einem Ausfall wegen einer defekten Batterie am Werks-Chaparral 2F. Seinen schwersten Unfall hatte er 1960 bei einem Rennen in Watkins Glen, wo sich sein Porsche 356 mehrmals überschlug. Trotz einiger angebrochener Rückenwirbel saß er wenige Wochen später bereits wieder im Rennwagen.

## Statistik

### Le-Mans-Ergebnisse
| Jahr | Team           | Fahrzeug     | Teamkollege | Platzierung | Ausfallgrund |
| ---- | -------------- | ------------ | ----------- | ----------- | ------------ |
| 1967 | Chaparral Cars | Chaparral 2F | Bob Johnson | Ausfall     | Batterie     |

### Sebring-Ergebnisse
| Jahr | Team                       | Fahrzeug                | Teamkollege       | Teamkollege | Platzierung            | Ausfallgrund    |
| ---- | -------------------------- | ----------------------- | ----------------- | ----------- | ---------------------- | --------------- |
| 1962 | Porsche Imports            | Porsche 718 RS 60       | Bill Wuesthoff    | Frank Rand  | Rang 3 und Klassensieg |                 |
| 1964 | Porsche System Engineering | Porsche 356B 2000 GS GT | Don Webster       |             | Rang 18                |                 |
| 1965 | Chaparral Cars             | Chaparral 2A            | Ronnie Hissom     |             | Rang 22                |                 |
| 1966 | Scuderia Bear              | Ford GT40               | Richard Holquist  |             | Rang 13                |                 |
| 1967 | Chaparral Cars             | Chaparral 2D            | Bob Johnson       |             | Ausfall                | Zündungsschaden |
| 1968 | Squadra Course Verona      | Mercury Cougar          | Charlie Rainville |             | nicht klassiert        |                 |
| 1969 | P.A.R.T.                   | Porsche 911             | Jim Netterstrom   | Mike Downs  | Rang 16                |                 |
| 1970 | Bruce Jennings             | Porsche 911T            | Bob Tullius       |             | Ausfall                | Motorschaden    |
| 1971 | Toad Hall Racing           | Porsche 911S            | Michael Keyser    |             | Ausfall                | Zylinderschaden |
| 1972 | Bruce Jennings             | Porsche 911S            | Bob Beasley       |             | Rang 11                |                 |
| 1973 | Bruce Jennings             | Porsche 911S            | Bob Beasley       |             | Rang 13                |                 |
| 1975 | Bob Beasley                | Porsche 911 Carrera     | Bob Beasley       |             | Ausfall                | Defekt          |
| 1976 | Bruce Jennings             | Porsche 911             | Bob Beasley       |             | Ausfall                | Motorschaden    |
| 1977 | Bruce Jennings             | Porsche 911S            | Bill Bean         |             | Ausfall                | Defekt          |
| 1978 | Bob Beasley                | Porsche Carrera RSR     | Bob Beasley       |             | Ausfall                | Mechanik        |
| 1979 | Bruce Jennings             | Porsche 911             | Bob Beasley       |             | Ausfall                | Motorschaden    |
| 1980 | Bruce Jennings             | Porsche 911             | Bill Bean         | Tom Ashby   | Ausfall                | Motorschaden    |
| 1981 | Bruce Jennings             | Porsche 911             | Bill Bean         | Tom Ashby   | Rang 19                |                 |

### Einzelergebnisse in der Sportwagen-Weltmeisterschaft
| Saison | Team                                       | Rennwagen                              | 1   | 2   | 3   | 4   | 5   | 6   | 7   | 8   | 9   | 10  | 11  | 12  | 13  | 14  | 15  | 16  | 17  | 18  | 19  | 20  | 21  | 22  |
| ------ | ------------------------------------------ | -------------------------------------- | --- | --- | --- | --- | --- | --- | --- | --- | --- | --- | --- | --- | --- | --- | --- | --- | --- | --- | --- | --- | --- | --- |
| 1962   | Porsche Imports Bruce Jennings             | Porsche 718 Porsche 356                | DAY | SEB | SEB | MAI | TAR | BER | NÜR | LEM | TAV | CCA | RTT | NÜR | BRI | BRI | PAR |     |     |     |     |     |     |     |
| 1962   | Porsche Imports Bruce Jennings             | Porsche 718 Porsche 356                |     | 3   |     |     |     |     |     |     |     |     |     |     | 2   |     |     |     |     |     |     |     |     |     |
| 1963   | Bruce Jennings                             | Porsche 356                            | DAY | SEB | SEB | TAR | SPA | MAI | NÜR | CON | ROS | LEM | MON | WIS | TAV | FRE | CCE | RTT | OVI | NÜR | MON | MON | TDF | BRI |
| 1963   | Bruce Jennings                             | Porsche 356                            | 11  |     |     |     |     |     |     |     |     |     |     |     |     |     |     |     |     |     |     |     |     | 9   |
| 1964   | Porsche Team                               | Porsche 356                            | DAY | SEB | TAR | MON | SPA | CON | NÜR | ROS | LEM | REI | FRE | CCE | RTT | SIM | NÜR | MON | TDF | BRI | BRI | PAR |     |     |
| 1964   | Porsche Team                               | Porsche 356                            | 18  |     |     |     |     |     |     |     |     |     |     |     |     |     |     |     |     |     |     |     |     |     |
| 1965   | Chaparral Cars Bruce Jennings Ridge Racing | Chaparral 2A Porsche 356 Jaguar E-Type | DAY | SEB | BOL | MON | MON | RTT | TAR | SPA | NÜR | MUG | ROS | LEM | REI | BOZ | FRE | CCE | OVI | NÜR | BRI | BRI |     |     |
| 1965   | Chaparral Cars Bruce Jennings Ridge Racing | Chaparral 2A Porsche 356 Jaguar E-Type |     | 22  |     |     |     |     |     |     |     |     |     |     |     |     |     |     |     |     | DNF | 9   |     |     |
| 1966   | Jon Fulp Scuderia Bear                     | Ferrari 330P Ford GT40                 | DAY | SEB | MON | TAR | SPA | NÜR | LEM | MUG | CCE | HOK | SIM | NÜR | ZEL |     |     |     |     |     |     |     |     |     |
| 1966   | Jon Fulp Scuderia Bear                     | Ferrari 330P Ford GT40                 | DNF | 13  |     |     |     |     |     |     |     |     |     |     |     |     |     |     |     |     |     |     |     |     |
| 1967   | Chaparral Cars                             | Chaparral 2D Chaparral 2F              | DAY | SEB | MON | SPA | TAR | NÜR | LEM | HOK | MUG | BRH | CCE | ZEL | OVI | NÜR |     |     |     |     |     |     |     |     |
| 1967   | Chaparral Cars                             | Chaparral 2D Chaparral 2F              | DNF | DNF |     |     |     |     | DNF |     |     |     |     |     |     |     |     |     |     |     |     |     |     |     |
| 1968   | Bob Holbert Squadra Verona                 | Porsche 911 Mercury Cougar             | DAY | SEB | BRH | MON | TAR | NÜR | SPA | WAT | ZEL | LEM |     |     |     |     |     |     |     |     |     |     |     |     |
| 1968   | Bob Holbert Squadra Verona                 | Porsche 911 Mercury Cougar             | DNF | DNF |     |     |     |     |     |     |     |     |     |     |     |     |     |     |     |     |     |     |     |     |
| 1969   | P.A.R.T.                                   | Porsche 911                            | DAY | SEB | BRH | MON | TAR | SPA | NÜR | LEM | WAT | ZEL |     |     |     |     |     |     |     |     |     |     |     |     |
| 1969   | P.A.R.T.                                   | Porsche 911                            | 4   | 16  |     |     |     |     |     |     | 11  |     |     |     |     |     |     |     |     |     |     |     |     |     |
| 1970   | Hall Racing Bruce Jennings                 | Porsche 911                            | DAY | SEB | BRH | MON | TAR | SPA | NÜR | LEM | WAT | ZEL |     |     |     |     |     |     |     |     |     |     |     |     |
| 1970   | Hall Racing Bruce Jennings                 | Porsche 911                            | DNF | DNF |     |     |     |     |     |     | 13  |     |     |     |     |     |     |     |     |     |     |     |     |     |
| 1971   | Hall Racing                                | Porsche 911                            | BUA | DAY | SEB | BRH | MON | SPA | TAR | NÜR | LEM | ZEL | WAT |     |     |     |     |     |     |     |     |     |     |     |
| 1971   | Hall Racing                                | Porsche 911                            |     | DNF | DNF |     |     |     |     |     |     |     | DNF |     |     |     |     |     |     |     |     |     |     |     |
| 1972   | Silverstone Racing Bruce Jennings          | Porsche 911                            | BUA | DAY | SEB | BRH | MON | SPA | TAR | NÜR | LEM | ZEL | WAT |     |     |     |     |     |     |     |     |     |     |     |
| 1972   | Silverstone Racing Bruce Jennings          | Porsche 911                            |     | DNF | 11  |     |     |     |     |     |     |     |     |     |     |     |     |     |     |     |     |     |     |     |
| 1975   | Bruce Jennings                             | Porsche 911                            | DAY | MUG | DIJ | MON | SPA | PER | NÜR | ZEL | WAT |     |     |     |     |     |     |     |     |     |     |     |     |     |
| 1975   | Bruce Jennings                             | Porsche 911                            |     |     |     |     |     | 10  |     |     |     |     |     |     |     |     |     |     |     |     |     |     |     |     |
| 1976   | Bruce Jennings                             | Porsche 911                            | MUG | VAL | NÜR | MON | SIL | IMO | NÜR | ZEL | PER | WAT | MOS | DIJ | DIJ | SAL |     |     |     |     |     |     |     |     |
| 1976   | Bruce Jennings                             | Porsche 911                            |     |     |     |     |     |     | 14  |     |     |     |     |     |     |     |     |     |     |     |     |     |     |     |
| 1977   | Bruce Jennings                             | Porsche 911                            | DAY | MUG | DIJ | MON | SIL | NÜR | VAL | PER | WAT | EST | LEC | MOS | IMO | SAL | BRH | HOK | VAL |     |     |     |     |     |
| 1977   | Bruce Jennings                             | Porsche 911                            |     |     |     |     |     | 16  |     |     |     |     |     |     |     |     |     |     |     |     |     |     |     |     |
| 1978   | Bob Beasley Bruce Jennings                 | Porsche Carrera RSR Porsche 911        | DAY | SEB | MUG | TAL | DIJ | SIL | NÜR | LEM | MIS | DAY | WAT | VAL | ROD |     |     |     |     |     |     |     |     |     |
| 1978   | Bob Beasley Bruce Jennings                 | Porsche Carrera RSR Porsche 911        |     | DNF |     |     |     |     |     |     |     |     | 13  |     |     |     |     |     |     |     |     |     |     |     |
| 1979   | Bruce Jennings                             | Porsche 911                            | DAY | SEB | MUG | TAL | DIJ | RIV | SIL | NÜR | LEM | PER | DAY | WAT | SPA | BRH | ROA | VAL | ELS |     |     |     |     |     |
| 1979   | Bruce Jennings                             | Porsche 911                            |     | DNF |     |     |     |     |     |     |     |     |     | 17  |     |     |     |     |     |     |     |     |     |     |
| 1980   | Bruce Jennings                             | Porsche 911                            | DAY | BRH | SEB | MUG | MON | RIV | SIL | NÜR | LEM | DAY | WAT | SPA | MOS | ROA | VAL | DIJ |     |     |     |     |     |     |
| 1980   | Bruce Jennings                             | Porsche 911                            | DNF |     |     |     |     |     |     |     |     |     |     |     |     |     |     |     |     |     |     |     |     |     |
| 1981   | Bruce Jennings                             | Porsche 911                            | DAY | SEB | MUG | MON | RIV | SIL | NÜR | LEM | PER | DAY | WAT | SPA | MOS | ROA | BRH |     |     |     |     |     |     |     |
| 1981   | Bruce Jennings                             | Porsche 911                            | 19  |     |     |     |     |     |     |     |     |     |     |     |     |     |     |     |     |     |     |     |     |     |